# Маркус, Джордж
Джордж Мэ́тью Ма́ркус (англ. George Mathew Marcus, имя при рождении — Гео́ргиос Муца́нас (греч. Γεώργιος Μουτσάνας, англ. George Moutsanas); род. 1941, дер. Лимни, Эвбея, Греция) — американский бизнесмен и филантроп греческого происхождения, риелтор, миллиардер, учредитель и председатель совета директоров компаний «Marcus & Millichap» и «Essex Property Trust» (Калифорния). Один из самых богатых греков США и мира, состояние которого оценивается в 1,07 млрд долларов (Forbes, 2017). Является одним из основных финансовых доноров Демократической партии США, а в круг его знакомых входят такие политики как Билл Клинтон, Барбара Боксер, Гарри Рид, Дайанн Файнштейн, Джерри Браун и Нэнси Пелоси. Также оказывал финансовую поддержку члену Ассамблеи штата Калифорния Марку Лено и вице-губернатору Калифорнии Гэвину Ньюсому. Член Американо-греческого прогрессивного просветительского союза (AHEPA) и многих других организаций греческой диаспоры. Лауреат Почётной медали острова Эллис (1993) и Гуманитарной Награды Архиепископа Иакова от AHEPA за вклад в развитие греческой общины и общества США (2009). В 2014 году Гарри Рид выразил признательность Маркусу в Сенате США.

## Биография

### Ранние годы, семья и образование
Родился в 1941 году в деревне Лимни на острове Эвбея (Греция) в семье Иоанниса и Марии Муцанасов. В 1945 году, когда Георгиосу было четыре года, семья иммигрировала в США, поселившись в нейборхуде Потреро-Хилл (Сан-Франциско, Калифорния). На Эвбее до сих проживают родственники Маркуса, которых он иногда навещает. Генеалогическое древо семьи Муцанас включает героя Греческой войны за независимость Одиссеаса Андруцоса.
Отец Джорджа родом из деревни Агия Анна, а мать — из деревни Лимни. В начале XX века, в возрасте 14-ти лет Иоаннис Муцанас в поисках заработка покинул Эвбею. Сначала он отправился в Аргентину, где имелась наибольшая возможность трудоустроиться. В это же время там находился Аристотелис Онасис.
На протяжении десяти лет Муцанас работал в доках, где занимался погрузкой рефрижераторных судов. Научившись говорить по-испански, он нелегальным путём через Новый Орлеан попал в Сан-Франциско: около 1920/1921 года, покинув корабль, автостопом и поездами он достиг города, где на тот момент уже жил и работал в бакалейном бизнесе его брат Ник.
Первой работой Муцанаса было рытьё канав для строительства трамваев на Маркет-стрит. Он был единственным греком, в то время как все остальные рабочие являлись итальянцами, при этом знание испанского языка помогло ему освоить и итальянский. Заработав денег, как и многие иммигранты Иоаннис вернулся в Грецию, где в 1930-х годах женился, после чего вновь уехал в Калифорнию. В Сан-Франциско он открыл кафенио (греческое кафе) для местной греческой общины. Научившись в Аргентине делать ликёр, Муцанас готовил его в своём кафенио и продавал сотрудникам Департамента полиции Сан-Франциско. Позднее приобрёл недвижимость и стал гражданином США.
В 1934 году в Сан-Франциско у Иоанниса и Марии Муцанасов родилась дочь Орса. В 1939 году, продав всё своё имущество, они уехали в Грецию, при этом не планируя возвращаться в США. 28 октября 1940 года, после отклонения премьер-министром Греции Иоаннисом Метаксасом предъявленного итальянским послом ультиматума, Италия вторглась в страну. В 1941 году в семье Муцанасов родился сын Георгиос.
В 1945 году, потеряв всё нажитое и столкнувшись с нищетой после окончания Второй мировой войны, а также с назревавшей гражданской войной, до недавнего времени преуспевающий Иоаннис Муцанас в силу экономических причин вместе с семьёй вынужденно уехал в Соединённые Штаты.
Вернувшись в Сан-Франциско и поселившись в нейборхуде Потреро-Хилл, Джорджа (так впоследствии стали называть Георгиоса) сразу же отдали в государственную начальную школу имени Дэниела Уэбстера, при этом он не знал ни слова по-английски. Из-за его имени, школьные друзья называли мальчика «Греком».
Иоаннис Муцанас вновь стал разнорабочим, начав подниматься с нуля. Вместе с супругой, которая к тому же была очень религиозным человеком, они до конца жизни во всех отношениях оставались греками: с самого приезда в США они были прихожанами Свято-Троицкого собора города Сан-Франциско, а в быту им не нравилось буквально всё местное, включая воду и еду. «В Греции всё лучше», говорили они. После выхода на пенсию отец Джорджа отправился в Грецию, где прожил целый год, так как ему никогда не было комфортно в Соединённых Штатах, которые всегда оставались для него чужой страной, куда он вынужденно приехал на заработки и для содержания семьи.
Джордж и его сестра Орса вместе с родителями также регулярно ходили в церковь, где посещали танцевальные и хоровые группы, воскресную школу и занятия по греческому языку. По сути, для греческой общины США церковь всегда являлась единственным местом для сохранения своих корней.
После окончания средней школы Маркус поступил на военную службу. Уже в молодом возрасте у него проявился большой интерес к предпринимательской деятельности, которая давалась ему легко. Оставив службу раньше положенного срока, он поступил в Голден-Гейтский университет, а позднее перевёлся в Университет штата Калифорния в Сан-Франциско (SFSU).
В 1965 году, после двух с половиной лет обучения, получил степень бакалавра экономики в SFSU. Основал первый экономический клуб этого учебного заведения. Был назван «Выпускником года» (1989) и «Выдающимся выпускником столетия» (1999).
Является выпускником программ «Owners/Presidents Management» Гарвардской школы бизнеса и «Leadership» Джорджтаунского университета.

### Карьера
Сразу после учёбы начал работать в Банке Америки, но уже через полгода стал сотрудником девелоперской компании, после непродолжительной работы в которой присоединился к брокерской фирме «Grubb & Ellis» (Сан-Хосе), где в течение трёх лет занимался продажей инвестиционной недвижимости.
В 1971 году совместно с Уильямом А. Милличапом основал компанию «Marcus & Millichap».
В 1980-х годах начал активно участвовать в политической жизни Сан-Франциско.
В 1981—1989 годах, по назначению губернатора Калифорнии Джерри Брауна, Маркус являлся членом совета попечителей системы Университета штата Калифорния, состоящей из 24 учебных заведений, включая Университет штата Калифорния в Сан-Франциско.
В 2000—2012 годах, по назначению губернатора Грея Дэвиса, был членом совета регентов Калифорнийского университета. В этот же период состоял в отборочной комиссии, участвуя в назначении нескольких президентов Университета штата Калифорния в Сан-Франциско, включая Роберта А. Корригана.
Является совладельцем ресторанов греческой кухни «Evvia» в Пало-Алто (1995, назван в честь острова Эвбея, родины Маркуса) и «Kokkari» в даунтауне Сан-Франциско (1998, назван в честь деревни Коккари на острове Самос). Первым шеф-поваром в «Evvia» был внук мэра города Джозефа Алиото, который сам посещал этот ресторан. Среди его гостей также был мэр Джордж Кристофер, земляк Маркуса. Сидя однажды за одним столиком в «Evvia», будучи греком и итальянцем по происхождению, бывшие мэры спорили о качестве приготовленных итальянского и греческого блюд.
В период президентских выборов в США 2008 года оказывал поддержку избирательной кампании Барака Обамы, а также присутствовал на его инаугурации в 2009 году. В этот же период мобилизовал около 50 тысяч долларов для кампании конгрессмена из Огайо Зака Спейса (грека по происхождению), когда тот в очередной раз баллотировался в Палату представителей США. Хотя Маркус является демократом, тем не менее он поддерживает греко-американских кандидатов независимо от их партийной принадлежности, в число которых, кроме прочих, входит конгрессмен-республиканец от Флориды Гас Билиракис.

## Филантропия
Основанный супругами Джорджем и Джуди Маркусами семейный фонд «The George and Judy Marcus Family Foundation» делает пожертвования в такие сферы как образование, греческая православная церковь и община, искусство и культура (в том числе Греции), а также здоровье, борьба с голодом, детская благотворительность, социальное обеспечение.
В 2005 году на пожертвования в 3 млн долларов от Маркусов в Университете штата Калифорния в Сан-Франциско был открыт Международный центр искусств, при этом самым талантливым представителям ежегодно вручается денежная премия на сумму до 50 000 долларов.
Является председателем совета директоров фонда «Modern Greek Studies», созданного в 1981 году с целью поддержания профессуры имени Никоса Казандзакиса в Университете штата Калифорния в Сан-Франциско. Цель фонда: содействие изучению новогреческого языка, современной литературы, истории и культуры Греции с учётом её более ранних эллинистической и византийской цивилизаций. Учреждённая в 1983 году, профессура имени Никоса Казандзакиса является второй именной профессурой в США, ориентированной на изучение современной Греции.
Является соучредителем и членом совета директоров благотворительного фонда «Elios», основанного в 1997 году с целью сохранения и продвижения греческого наследия. На проводимом раз в два года Греческом благотворительном бале (англ. Hellenic Charity Ball) собираются средства для этого фонда. Само бьеннале посвящено выдающимся деятелям искусства и шоу-бизнеса из числа греческой общины США. Среди прошлых лауреатов мероприятия Майкл Константин, Олимпия Дукакис, Страттон Леопольд, Ник Кассаветис, Константин Марулис, Мелина Канакаридис, Ния Вардалос, Тони Орландо, Мария Менунос, Джим Янопулос, Мэрилу Хеннер, Константин Макрис, Ариана Савалас, Димитри Мартин, Жиль Марини, Энн Томопулос и др., а его гостями были известные представители Западного побережья США Дин Митропулос, Анджело Цакопулос, Джон Энистон, Джордж Стефанопулос, Маркос Куналакис и Элени Цакопулу-Куналаки, а также бывший мэр Сан-Франциско Вилли Браун и митрополит Сан-Францисский Герасим.
Оказывал финансовую поддержку Школе кино Университета штата Калифорния в Сан-Франциско.
Вместе с супругой Джуди является жертвователем Американо-греческого совета (Калифорния) (председателем совета директоров является Минас Кафатос).
В феврале 2017 года пожертвовал 1 млн долларов Греческой православной богословской школе Святого Креста (Массачусетс).

## Членство в организациях
- член Ордена AHEPA[10];
- член почётного консультативного совета организации «The Washington Oxi Day Foundation», занимающейся просвещением общества о роли Греции в достижении результатов Второй мировой войны (основателем фонда является Эндрю Манатос)[40];
- директор и президент «The George and Judy Marcus Family Foundation»[31];
- председатель совета директоров фонда «Modern Greek Studies»[10][25][32];
- соучредитель и бывший президент комитета политических действий[англ.] «DYNAMIS», способствующего доступу американских греков к выборным постам[2][10];
- член благотворительного фонда «Leadership 100» Греческой Православной Архиепископии Америки[10], оказывающего поддержку организациям Американской архиепископии в продвижении и развитии греческого православия и эллинизма в США (в прошлом также член совета попечителей «Leadership 100»). Фонд был основан в 1984 году под эгидой архиепископа Иакова[41];
- член совета директоров Музея де Янга;
- член национальной ассоциации «National Multifamily Housing Council»[2][42];
- член организации «The Real Estate Roundtable[англ.]», занимающейся отраслевым лоббированием[2][8];
- соучредитель и председатель совета директоров организации «National Hellenic Society», занимающейся сохранением и продвижением греческого наследия[10][43];
- член бизнес-сети Американо-греческого института (AHI);
- член консультативного совета НКО «Taube Foundation for Jewish Life & Culture[англ.]», миссия которой в целом состоит в поддержании и содействии развитию еврейского народа[44];
- член Фонда Билла Клинтона[англ.] (в прошлом);
- член президентского совета международной низовой межконфессиональной суперэкуменической некоммерческой организации «United Religions Initiative[англ.]»[8][45];
- член Американо-греческого альянса[21];
- основатель и директор публичных финансовых организаций «Plaza Commerce Bank» и «Greater Bay Bancorp»[14];
- директор фонда «Apartment Industry»;
- член отборочной комиссии Сан-Францисского Благовещенского собора (Сан-Францисская епархия Константинопольского Патриархата)[21];
- член Национального комитета по празднованию Дня Независимости Греции[21];
- член Греческого православного братства округа Санта-Клара;
- соучредитель и член совета директоров некоммерческого ежемесячного журнала «The Hellenic Journal», ориентированного на греческую общину Западного побережья США[46];
- член Православного института имени Патриарха Афинагора[англ.] (PAOI);
- член почётного совета международной религиозной благотворительной организации «International Orthodox Christian Charities[англ.]» (в прошлом — член совета директоров)[10][47][48];
- член совета директоров «The Elios Society»[10];
- член совета директоров организации «Греческая инициатива» (англ. The Hellenic Initiative, THI)[20], занимающейся экономическим возрождением Греции (учредителем THI является Эндрю Ливерис)[49][50];
- член-учредитель (наряду с Роем Вагелосом, Джорджем Бехракисом, Джоном Кациматидисом, Элени Цакопулос-Куналакис, Дином Митропулосом, Анджело Цакопулосом, Джорджем Аргиросом и др.) независимой организации/специального благотворительного фонда «FAITH: An Endowment for Orthodoxy & Hellenism»[2][10][51], предоставляющего финансовую поддержку институтам Американской архиепископии для продвижения греческого православия и эллинизма в США[3];
- член Архиепископского совета Греческой Православной Архиепископии Америки;
- член Ордена святого апостола Андрея (с присвоением оффикия)[5];
- и др.[8][15]

## Награды и почести
- 1991 — оффикий (титул) «архонта экзархоса» Вселенского Патриархата Константинополя, присвоенный Архиепископом Американским Иаковом в Соборе Святой Троицы в Нью-Йорке[2][10][52];
- 1991 — Премия «Аксион» от Греко-американского профессионального общества (англ. Hellenic American Professional Society, HAPS)[5][10][21][53];
- 1993 — Почётная медаль острова Эллис[21];
- 2008 — Награда «Человек года» от Греко-американской торговой палаты[3][10];
- 2009 — Гуманитарная Награда Архиепископа Иакова от Американо-греческого прогрессивного просветительского союза[10][21];
- 2011 — Почётный доктор Университета штата Калифорния в Сан-Франциско[5];
- 2010 — Награда «Аристион» от Американо-греческого совета (Калифорния) (AHC)[52][54];
- 2014 — Награда Феофаниса Икономидиса от Сан-Францисской митрополии за деятельность на благо Греческой Православной Архиепископии Америки[17][55];
- 2015 — Награда «Hellenic Leadership» за филантропическую деятельность от организации «The Hellenic Initiative» (THI)[56][57];
- 2016 — учёная степень почётного доктора гуманитарных наук от Греческой православной богословской школы Святого Креста[58];
- Гуманитарная премия Патриарха Афинагора I[5];
- Награда «Oxi Day» от организации «The Washington Oxi Day Foundation»[10];
- Премия за достижения в области культуры от благотворительного фонда «Elios»[10];
- Награда за выдающуюся филантропическую деятельность от организации «Catholic Charities CYO»;
- и др.

## Личная жизнь
С супругой Джуди проживает в городе Лос-Альтос-Хиллс. Пара имеет сына Джона и дочерей Мэри, Александрию и Димитру. Джордж и Джуди Маркусы выросли в одном нейборхуде и окончили один университет. Семья является прихожанами церкви Святого Николая города Сан-Хосе, всем местным приходам которого Маркус оказывает поддержку.
Увлекается рыбалкой и охотой, и иногда ходит на охоту с Анджело Цакопулосом.